# 白川寺
白川寺（しらかわじ）は、岐阜県加茂郡白川町河岐にある弘法大師を本尊とする高野山真言宗の寺院。山号は小原山。東海白寿三十三観音霊場二十六番。

## 歴史
天明の大飢饉(1782～1788年)の頃に、愛宕神社が勧請され軻遇突智の石像が祀られていた山に
昭和15年（1940年）に藤井諄鳳が開山した。
昭和17年（1942年）4月19日、落慶入仏供養を厳修し、
昭和25年（1950年）5月8日、鐘楼落慶供養を厳修した。
本尊の弘法大師の他に脇侍として大日如来と不動明王を祀る。
愛宕神社が祀られていた故事から愛宕山の異名を持つ。